# Małe Zawraty

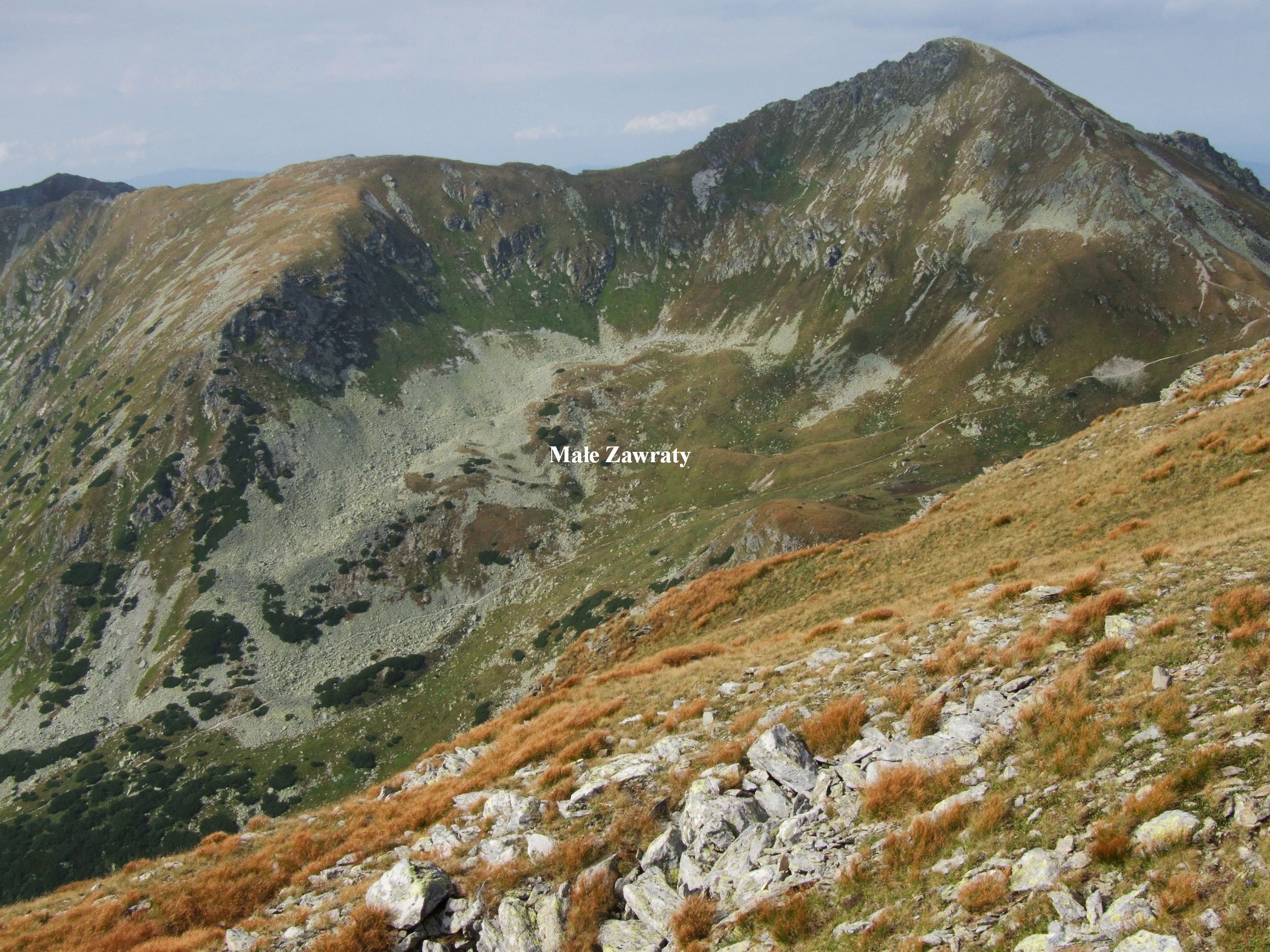
Ponad Małymi Zawratami Rohacz Płaczliwy

Małe Zawraty (słow. Malé Závraty) – górne piętro Doliny Żarskiej w słowackich Tatrach Zachodnich. Są to kotły lodowcowe pod południowymi zboczami Rohacza Płaczliwego i Smutnej Przełęczy, pomiędzy grzbietem Pośredniego Gronia i granią Żarskiej Przełęczy. Wypełnione są kamiennym rumowiskiem i wałami moren, częściowo porastające murawą z sitem skuciną. W jednym z zagłębień Małych Zawratów, pod Żarską Przełęczą znajduje się Żarski Stawek (Stawek pod Żarską Przełęczą).
Małe Zawraty są jednym z centrów narciarstwa pozatrasowego i skialpinizmu.

## Szlaki turystyczne
– zielony szlak od Schroniska Żarskiego przez Rozdroże pod Bulą, Żarską Przełęcz, Zahrady i Rozdroże w Dolinie Jamnickiej na Otargańce. Czas przejścia ze schroniska na Żarską Przełęcz: 1:45 h, ↓ 1:10 h
  – niebieski szlak od Schroniska Żarskiego przez Rozdroże pod Bulą na Smutną Przełęcz i dalej do Doliny Rohackiej. Czas przejścia od schroniska na Smutną Przełęcz: 2 h, ↓ 1:10 h